# If You Were a Sailboat
"If You Were a Sailboat" jest piosenką urodzonej w Gruzji brytyjskiej piosenkarki Katie Melua. Napisana i wyprodukowana przez Mike'a Batta, jest dziewiątym singlem piosenkarki, a pierwszym z jej trzeciego albumu zatytułowanego Pictures i wydanego w 2007 roku.
Melua powiedziała o utworze:

To co lubię w tej piosence to fakt, że większość piosenek o miłości opowiada o tej przyjemnej stronie miłości, podczas gdy ta mówi o tym, jak bardzo samolubni stajemy się kiedy się zakochamy - nie chcemy wtedy dzielić się nią ze światem, chcemy ją całą dla siebie. cała fantastyczność słów napisanych przez Mike'a polega na tym, że zamiast mówić o tym bezpośrednio używa on niezwykłych metafor, "If you were a piece of wood I'd nail you to the floor" - "Gdybyś był kawałkiem drewna przybiłabym cię do podłogi", i podobnych niesamowitych rzeczy. Muzycznie brzmi ona jak całkiem ładna, spokojna piosenka o miłości, ale jej przesłanie jest głębokie i mroczne.

Utwór został wydany jako singel 24 września 2007 roku. Na krążku znajdują się trzy dodatkowe ścieżki włączając w to piosenkę Davida Graya - "This Year's Love". 30 września piosenka zadebiutowała na 23. pozycji na liście UK Singles Chart.

## Lista utworów

### Singel CD
1. "If You Were a Sailboat" - 3:38

### CD-Maxi
1. "If You Were a Sailboat" - 3:38
2. "Junk Mail" - 4:09
3. "Straight to DVD" - 2:57
4. "This Year's Love" - 3:47

## Pozycje na listach
| Notowanie (2007) | Pozycja |
| ---------------- | ------- |
| Europa           | 63      |
| Wielka Brytania  | 23      |
| Niemcy           | 62      |
| Holandia         | 10      |
| Belgia           | 48      |
| Szwajcaria       | 18      |
| Szwecja          | 15      |
| Norwegia         | 5       |
| Polska           | 10      |